# Paikuse
Paikuse (deutsch: Staelenhof) ist eine ehemalige estnische Landgemeinde im Kreis Pärnu mit einer Fläche von 177 km². Seit 2017 ist Paikuse Teil der Stadtgemeinde Pärnu.
Die Landgemeinde hatte 3860 Einwohner (1. Januar 2017). Neben dem Hauptort Paikuse umfasste sie die Dörfer Põlendmaa, Seljametsa, Silla, Tammuru und Vaskrääma.
Die Wirtschaft beruht auf Holz-, Torf- und Metallverarbeitung. Daneben nahm der Tourismus zu. Interessant sind Moorwanderungen und Kanufahrten im Nationalpark Soomaa sowie die deutschbaltischen Gutshäuser.
Partnergemeinden von Paikuse sind Mynämäe und Mietoiste in Finnland sowie Łobez in Polen.